# Shimshal
Shimshal (urdu: شمشال) – miejscowość w północnym Pakistanie, w Gilgit-Baltistanie. Liczy 2000 mieszkańców i jest najwyżej położoną miejscowością w kraju. Żyją w niej wyznający szyicki izmailizm Wachowie.